# Station Kysak
Station Kysak (Slowaaks: Železničná stanica Kysak) is het treinstation van de Slowaakse gemeente Kysak. 

## Ligging
Station Kysak is gelegen op een hoogte van 298 meter boven de zeespiegel. Het is een belangrijk spoorwegknooppunt in het oosten van Slowakije. De  essentiële spoorlijnen met nummer 180 (Žilina – Košice) en 188 (Košice – Prešov - Muszyna) kruisen er.
Op het grondgebied van de gemeente ligt het station in zuidoostelijke richting ten opzichte van het centrum, dicht bij de oever van de Hornád, nabij de verkeersweg 3356 en de straat « Trebojovská ».
Het station maakt deel uit van de pan-Europese transportcorridor nr. Va (Venetië – Bratislava – Žilina – Košice – Oezjhorod – Kiev).

## Geschiedenis

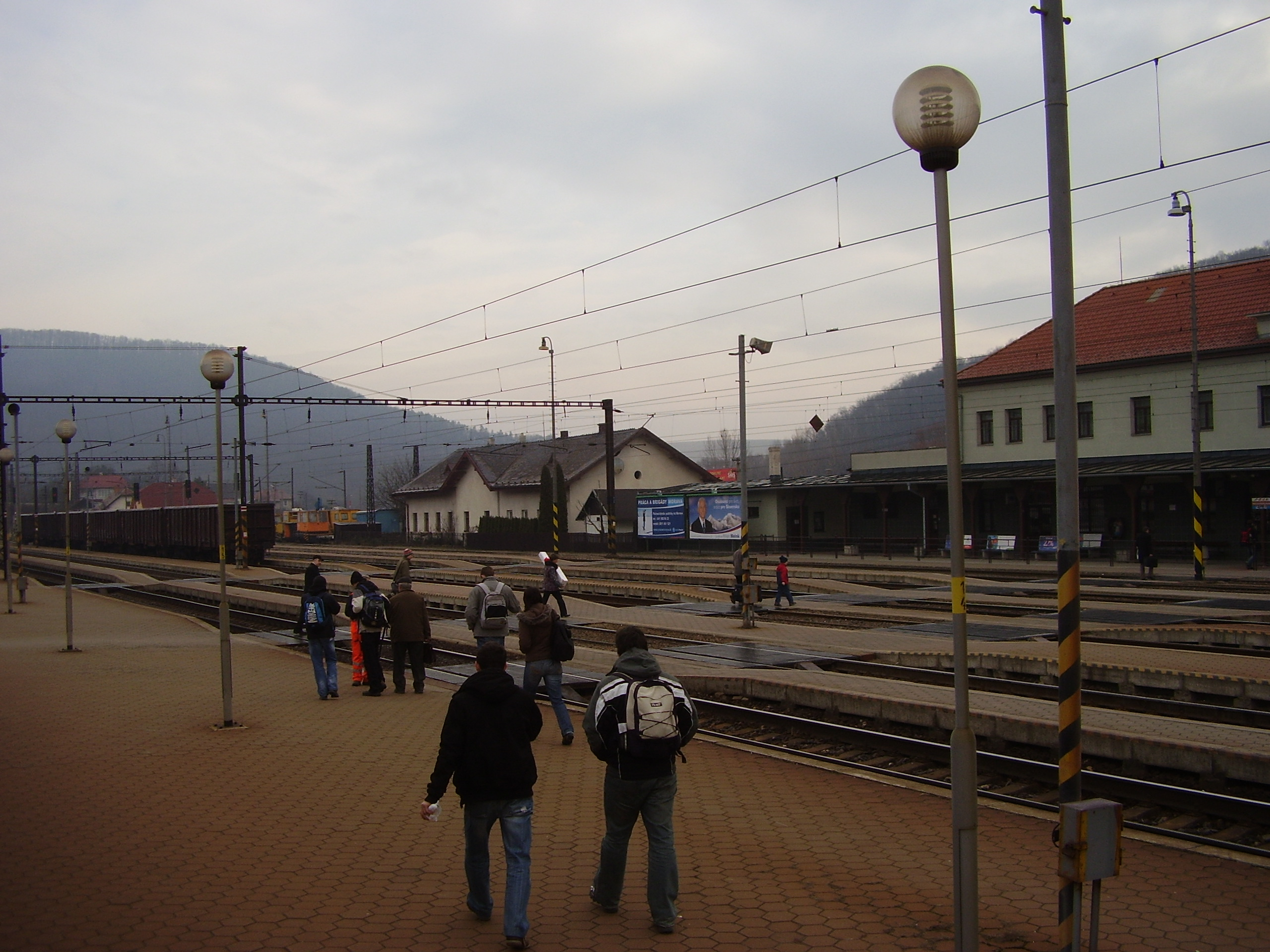
Zicht op de perrons en de sporen

De instelling werd in dienst gesteld op 1 september 1870, toen de lijn van Kysak naar Prešov geopend werd, maar het belang van het station nam pas aanzienlijk toe nadat de sectie Spišská Nová Ves - Kysak van lijn 180 (Košice-Bohumín) in maart 1872 in gebruik werd genomen.
Via het station Kysak is spoorlijn 180 verbonden met spoorlijn 188 (Kysak-Muszyna) die naar Polen leidt.
In 1944 werd het emplacement door het wapengeweld van de Tweede Wereldoorlog verwoest doch later weder opgebouwd.
In het station van Kysak is een werkzetel van de verkeersleiding van het regionale directoraat "Košice" gevestigd.

## Lijnen
- Spoorlijn Žilina – Košice (lijn nr. 180)
- Spoorlijn Košice – Muszyna (Polen) (lijn nr. 188)

## Treindienst
Het vervoersaanbod bestaat uit lokale treinen en sneltreinen voor lange afstanden naar Polen, Tsjechië en Hongarije.

## Dienstverlening
Anno 2024 wordt het station beheerd door Železnice Slovenskej Republiky (ŽSR) terwijl de Železničná spoločnosť Slovensko (ZSSK) de vervoersmaatschappij is die merendeel van het treinverkeer exploiteert.
Het ontvangstgebouw bestaat uit twee verdiepingen. Er zijn informatie- en ticketfaciliteiten. Voor de openingsuren: zie de externe link « ŽSSK - Station - Openingsuren » hierna.
Er zijn ook mogelijkheden voor overstap op lokale autobussen.